# شام أباد (بياض)
شام أباد (بالفارسية: شام‌آباد) هي قرية تقع في إيران في قسم بیاض الريفي. يقدر عدد سكانها بـ 954 نسمة .